# Радечница
Радечница (пол. Radecznica) — деревня в Замойском повете Люблинского воеводства Польши. Административный центр гмины Радечница. Находится примерно в 30 км к западу от центра города Замосць. По данным переписи 2011 года, в деревне проживало 903 человека.
В 1975—1998 годах деревня входила в состав Замойского воеводства.

## Население
Демографическая структура по состоянию на 31 марта 2011 года:
|         | Всего | До трудоспособного возраста | Трудоспособного возраста | Старше трудоспособного возраста |
| ------- | ----- | --------------------------- | ------------------------ | ------------------------------- |
| Мужчины | 443   | 52                          | 327                      | 64                              |
| Женщины | 460   | 61                          | 261                      | 138                             |
| Всего   | 903   | 113                         | 588                      | 202                             |